# Passo del Ballino
Der Passo del Ballino – auch Passo Ballino – ist ein 763 m s.l.m. hoher Gebirgspass in der Provinz Trient, Italien. Über den Pass führt die Staatsstraße SS 421 „dei Laghi di Molveno e Tenno“.

## Geographie

### Lage und Umgebung
Der Passo del Ballino stellt einen wichtigen Übergang zwischen dem nördlichen Bereich des Gardasees und den Judikarien dar. Er verbindet den Lomaso mit Fiavè in den Äußeren Judikarien mit dem Valle di Ballino und dem Tennosee. Der Pass bildet einen tiefen Einschnitt in den Gardaseebergen und ist eingebettet zwischen dem Monte Misone (1803 m) im Osten und dem Monte Cogorna (1866 m) im Nordwesten. Die zur Passhöhe abfallenden Bergflanken sind fast vollständig mit Wald bedeckt. Sie sind nur von einigen Felsbändern und im unteren Bereich von Wiesenflächen unterbrochen. Auffällig ist der unterschiedliche Baumbestand an den jeweiligen Flanken. Während an der Nordwestseite ein dichter Tannenwald vorzufinden ist, dominieren an der Südseite Buchenwälder.
Nach dem Pass ist der am Gardasee auftretende ablandige Nordwind „Balì“ „Balim“ oder „Balinot“ bezeichnet.

### Geologie
Der Pass liegt entlang einer tektonischen Störungslinie, auch als Linie Ballino-Garda bezeichnet, die bereits der österreichische Geologe Alexander Bittner als sogenannte Ballinofurche im 19. Jahrhundert ausgemacht hatte. Während der Würm-Kaltzeit erstreckte sich ein Gletscher über den Pass bis nach Riva del Garda und vereinigte sich dort mit dem rechten Seitenarm des Etschgletschers. Der Pass und seine Umgebung ist seit dem 19. Jahrhundert unter Paläontologen für seine Fossilien bekannt, die unter anderem vom österreichischen Paläontologen Otto Haas beschrieben wurden.

## Geschichte
Der Pass liegt an einer historischen Nord-Süd-Verbindung, die von Meran über das Gampenjoch, das Nonstal, Andalo und Molveno bis zum Nordufer des Gardasees reichte. Der nordwestlich vom Passo del Ballino gelegene Passo Duron und der nordöstlich gelegene Passo della Morte stellten in der Vergangenheit zudem eine bedeutende Ost-West-Verbindung zwischen dem Valle dei Laghi und den Inneren Judikarien dar. Aufgrund der Lage besaß der Pass bereits in der Frühgeschichte eine Bedeutung als Übergang. Nur wenige Kilometer nördlich des Passes wurden am verlandeten Lago di Fiavé Ende der 1960er Jahre mehrere Pfahlbausiedlungen freigelegt, deren Ursprünge bis in das Spätneolithikum zurückreichen. Im Südosten lag oberhalb von Pranzo ein bedeutender Brandopferplatz der Fritzens-Sanzeno-Kultur, der noch in der Römerzeit und im Frühmittelalter als Kultplatz genutzt wurde.
Es gibt allerdings keine Hinweise darauf, dass der Pass bereits vor dem Mittelalter durch eine Straße oder Saumweg erschlossen war. Mit dem Aufstieg des Hafens von Riva als bedeutender Warenumschlagsplatz zu Beginn des 13. Jahrhunderts wurden auch die Handelswege nach Norden ausgebaut. Am 5. Januar 1207 betraute der Bischof von Trient, Konrad von Beseno, seinen Vasallen Odorico d’Arco mit den Zollrechten über Ballino. Noch im gleichen Jahr ist dort eine Zollstation dokumentiert. Die Herren von Arco wurden im Hochstift Trient später noch mehrmals mit den Zollrechten in Ballino belehnt.
Die Arco übten die Kontrolle über den Passes allerdings nicht unumstritten aus. So hatten die Herren von Campo in der ersten Hälfte des 14. Jahrhunderts eine Burg zur Kontrolle des Übergangs errichtet. Der nach Ansicht des Domkapitels von Trient nicht genehmigte Bau wurde vermutlich noch im 14. Jahrhundert abgetragen. Die Einnahmen aus den Zollrechten in Ballino sind noch bis zu Beginn des 17. Jahrhunderts bei den Arco dokumentiert. Anschließend wurde der Zoll in Ballino vom bischöflichen Verwalter von Castel Stenico erhoben, bevor der Handelsweg über den Passo Ballino langsam an Bedeutung verlor.
1542 zog der Pass in die Chroniken ein, als ein Schwarm von Europäischen Wanderheuschrecken von den Äußeren Judikarien kommend mehrere Tage über den Pass zog und dabei laut zeitgenössischer Chronisten den Himmel verdunkelte. Der Passo del Ballino besaß aber auch eine gewisse militärische Bedeutung. Im Zuge der Auseinandersetzung zwischen den Visconti und der Republik Venedig um die Vorherrschaft in Oberitalien, zog 1438 der venezianische Condottiere Gattamelata nach seinem Rückzug aus dem belagerten Brescia mit 3000 Rittern und etwa 2500 Landsknechten über den Pass. Bei dem anschließenden Gefecht mit den Mailändern bei Tenno konnte Gattamelata die Mailänder unter dem Condottiere Taliano Furlano in die Flucht schlagen.
Im Sommer 1768 zog eine aufgebrachte Menge aus den Judikarien über den Pass zum See hinunter, um die in Tempesta bei Torbole von den Österreichern errichtete Zollstation in Brand zu stecken. Letztere war 1766 nach dem Willen von Kaiserin Maria Theresia errichtet worden, um die Einfuhr von billigem Getreide aus Venetien zu unterbinden, was insbesondere die arme Bevölkerung in den Judikarien traf. Während des Italienfeldzuges Napoleon Bonapartes stießen die Truppen des Claude-Henri Belgrand de Vaubois 1796 über den Passo del Ballino in Richtung Riva vor, bevor sie am 4. September 1796 in der Schlacht bei Rovereto auf österreichische Truppen stießen. Im April 1848 waren es lombardische Freischaren, die während des Ersten Italienischen Unabhängigkeitskrieges bei ihrem vergeblichen Versuch Riva einzunehmen über den Pass vorrückten.
Bereits in den 1830er Jahren waren Pläne für den Ausbau der Passstraße geschmiedet worden. Aber noch zu Beginn des 20. Jahrhunderts galt der Straßenabschnitt zwischen Pranzo und der Passhöhe als schlecht und gefährlich. Erst nach dem Zweiten Weltkrieg wurde auch dieser Abschnitt ausgebaut. Das Ende der 1890er vorgelegte Projekt einer Eisenbahnverbindung zwischen Riva und Tione über den Passo del Balino zu führen, kam dagegen nie über den Projektstatus hinaus. Während des Ersten Weltkrieges entstand die vom Pass auf den Monte Misone führende Schotterstraße, die von russischen Kriegsgefangenen angelegt wurde, weshalb sie als Strada dei Russi (italienisch für Straße der Russen) bezeichnet wird.

### Radsport
Die Erstbefahrung des Passo del Ballino beim Giro d’Italia fand im Jahr 1936 im Rahmen des zweiten Teils der zweigeteilten 17. Etappe von Riva nach Gardone Riviera statt. Die Bergwertung gewann Gino Bartali, der auch die Etappe und den Giro gewann. Beim Giro d’Italia 1999 erreichte der Kolumbianer Hernán Buenahora auf der 20. Etappe von Predazzo nach Madonna di Campiglio als erster den Pass und gewann die erste von drei Bergwertungen des Tages.
Beim Giro d’Italia 2007 wurde der Pass im Rahmen der 19. Etappe von Treviso nach Comano Terme überquert. Die Südostauffahrt von Riva del Garda (65 m) war die letzte Bergwertung des Tages, die rund 14 Kilometer vor dem Ziel passiert wurde. Die Bergwertung der 3. Kategorie sicherte sich der Spanier Iban Mayo, der auch die Etappe gewann, vor dem Dänen Michael Rasmussen und dem Italiener Giovanni Visconti.
| Jahr | Etappe | Erster am Gipfel | Auffahrt             |
| ---- | ------ | ---------------- | -------------------- |
| 1936 | 17b    | Gino Bartali     | Süd (Riva del Garda) |
| 1999 | 20     | Hernán Buenahora | Süd (Riva del Garda) |
| 2007 | 19     | Iban Mayo        | Süd (Riva del Garda) |